# الأحايوة شرق
قرية الأحايوة شرق هي إحدى القرى التابعة لمركز أخميم بمحافظة سوهاج في جمهورية مصر العربية. حسب إحصاءات سنة 2006، بلغ إجمالي السكان في الأحايوة شرق 8372 نسمة، منهم 3986 رجلا و4386 امرأة.

## تاريخ القرية
ألأَحَايْوَة شَرق، أصلها من توابع ناحية المنشأة، والتي كانت تابعة لمركز جرجا، ثم فصلت عن المنشأة في العهد العثماني باسم «بني يحيى الشرقية» كما وردت في دفاتر الروزنامة القديمة، ووردت في تاريخ سنة 1231هـ باسم الأحايوة شرق، لوقوع أطيانها شرقي النيل، ولتمييزها من ناحية الأحايوة غرب الواقعة تقابلها على الشاطئ الغربي للنيل بمركز جرجا، ويقال لها على ألسنة العامة « لَحَايْوَة» شرق.
وكلمتا الأحايوة ولحايوة، نسبة إلى «بني يحيى»، وهو اسمها الأصلي على غير قياس، وقد عُرفت باسم لحايوة تمييزًا لها من قرية أولاد يحيى التي بمركز البلينا.